# Radi de Júpiter
El radi de Júpiter o  radi jovià (RJ o RJup) és la distància igual al radi del planeta Júpiter. Té un valor de 71.492 km (44.423 mi), o 11,2 radis terrestres (R⊕) és igual a 0.08921 RJ). El radi de Júpiter és una unitat de longitud utilitzada en astronomia per descriure els radis dels gegants gasosos i alguns planetes extrasolars. També s'utilitza en la descripció de les nanes marrons.
El 2015, la Unió Astronòmica Internacional va definir el radi jovià equatorial nominal per romandre constant independentment de les millores posteriors a la precisió de mesurament del RJ. Aquesta constant es defineix exactament com:
{\displaystyle {\mathcal {R}}_{\mathrm {eJ} }^{\mathrm {N} }} = 7,1492×107 m
De la mateixa manera, el radi jovià polar nominal està definit com exactament:
{\displaystyle {\mathcal {R}}_{\mathrm {pJ} }^{\mathrm {N} }} = 6,6854×107 m
Aquests valors corresponen al radi de Júpiter a 1 bar de pressió. L'ús comú és referir-se al radi equatorial, tret que es necessiti específicament el radi polar.

## Comparació
| Objecte       | RJ / Robject | Ref             |
| ------------- | ------------ | --------------- |
| Radi lunar    | 41           | [ cal citació ] |
| Radi de terra | 11,209       | [ 2 ]           |
| Júpiter       | 1            | Per definició   |
| Radi solar    | 0,10045      | [ cal citació ] |

Per a la comparació, un radi solar equival a:
- 400 radis lunars (RL)
- 109 radis terrestres (R⊕)
- 9,735 radis de Júpiter (RJ)